# Władcy Siedmiogrodu

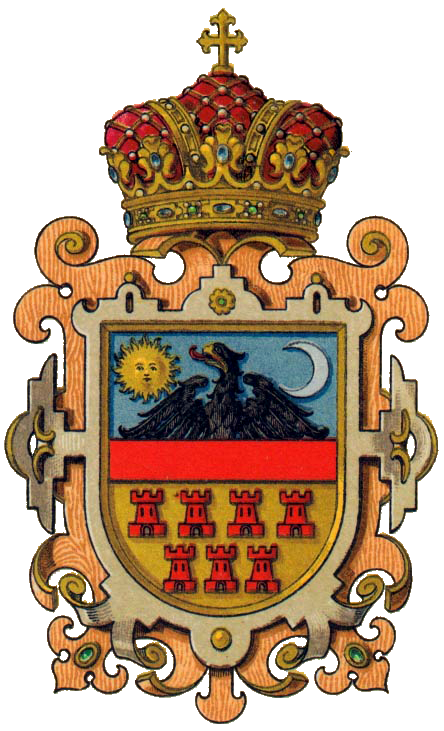

## Książęta Siedmiogrodu w ramach Królestwa Węgier

### Dynastia Arpadów
| Wizerunek | Imię               | Lata życia           | Lata panowania | Rodzice                               |
| --------- | ------------------ | -------------------- | -------------- | ------------------------------------- |
|           | Bela IV            | 1206–3 maja 1270     | 1235–1270      | Andrzej II węgierski Gertruda z Meran |
|           | Stefan V węgierski | 1239–6 sierpnia 1272 | 1270–1272      | Bela IV Maria Laskarina               |

### Dynastia Andegawenów
| Wizerunek | Imię                | Lata życia                      | Lata panowania | Rodzice                           |
| --------- | ------------------- | ------------------------------- | -------------- | --------------------------------- |
|           | Stefan Andegaweński | 26 grudnia 1332–9 sierpnia 1354 | 1350–1351      | Karol Robert Elżbieta Łokietkówna |

## Księstwo Siedmiogrodu(1570–1711)

### Zápolyowie(1570–1571)
- 1570–1571 Jan Zygmunt

### Dynastia Batorych(1571–1602)
- 1571–1586 Stefan (wojewoda, książę Siedmiogrodu od 1576, król Polski, wielki książę litewski zm. 1586); w jego imieniu władzę w Siedmiogrodzie sprawowali wojewodowie:
  - 1576–1581 Krzysztof
  - 1581–1586 Zygmunt (od 1586 książę – patrz poniżej)
- 1586–1599 Zygmunt, (abdykował)
- 1597–1598 panowanie austriackie
- 1586–1599 Zygmunt, (ponownie, abdykował)
- 1599 Andrzej
- 1599–1600 Michał Waleczny (hospodar Wołoszczyzny i Mołdawii, zm. 1601)
- 1600–1601 panowanie austriackie (pod zarządem: Giorgio Basta)
- 1601 Zygmunt (ponownie, usunięty)
- 1601–1602 panowanie austriackie (pod zarządem: Giorgio Basta)
- 1602 Zygmunt (ponownie, abdykował, zm. 1613)
- 1602–1603 panowanie austriackie (pod zarządem: Giorgio Basta)

### Władcy z różnych rodów (1603–1690)
- 1603 Mojżesz Székely
- 1603–1604 panowanie austriackie
- 1605–1606 Stefan Bocskay
- 1607–1608 Zygmunt Rakoczy (abdykował, zm. 1608)
- 1608–1613 Gabriel Batory (usunięty, zm. 1613)
- 1613–1629 Gábor Bethlen
- 1629–1630 Katarzyna Brandenburska (abdykowała, zm. 1644)
- 1630 Stefan Bethlen
- 1630–1648 Jerzy I Rakoczy, po elekcji
- 1648–1657 Jerzy II Rakoczy (usunięty)
- 1657–1658 Franciszek I Rhedey (usunięty, zm. 1667)
- 1658–1659 Achacy Barcsay (usunięty, zm. 1661)
- 1659–1660 Jerzy II Rakoczy (ponownie)
- 1661–1662 Jan III Kemeny
- 1662–1690 Michał Apafy
- 1690/1696 Michał Apafy II (usunięty w 1690, zrzekł się tytułu książęcego na rzecz cesarza w 1696, zm. 1713)
- 1690 Emeryk Thököly (usunięty, zm. 1705)

## Księstwo Siedmiogrodu w ramach Monarchii Habsburgów (1690–1704)

### Habsburgowie
W latach 1690–1704 Siedmiogród należał do państwa Habsburgów (zobacz też: 1699 – pokój w Karłowicach):
- 1690–1704 Leopold I

Gubernator: hr. György Bánffy 1691–1708

## Powstanie Rakoczego na Węgrzech(1704–1711)
- 1704–1711 Franciszek II Rakoczy (usunięty, zm. 1735)

## Księstwo (od 1765 Wielkie Księstwo) Siedmiogrodu w ramach Monarchii Habsburgów (1711–1918)

### Habsburgowie
W 1711 Siedmiogród włączono do królestwa węgierskiego Habsburgów, jako odrębną jednostkę.
- 1711–1740 Karol III

Gubernatorzy:

Stefan Haller 1709–1710;

Stefan Wesselényi 1710–1713;

Zygmunt Kornis 1713–1731;

Stefan Wesselény 1731–1732;

Franciszek Antoni Wallis 1732–1734;

Jan Haller 1734–1755.
- 1740–1780 Maria Teresa

Gubernatorzy:

Franciszek Wallis 1755–1758;

Władysław Kemény 1758–1762;

Adolf Buccow 1762–1764;

Andreas Hadik von Futak 1764–1765.
- 1780–1790 Józef II.

Gubernatorzy:

Samuel von Brukenthal 1774–1775, 1776–1787

Jerzy Bánffy II, 1787–1822
- 1790–1792 Leopold II

Gubernatorzy:

Jerzy Bánffy II 1787–1822.
- 1792–1835 Franciszek I

Gubernatorzy:

Jerzy Bánffy II 1787–1822

Jan Jósika 1822–1834

Ferdinand d’Este 1835–1837.
- 1835–1848 Ferdynand V

Gubernatorzy:

Jan Kornis 1838–1840

Józef Teleki, 1842–1848.
W czasie powstania na Węgrzech – od grudnia 1848 do 9 sierpnia 1849 dowódca wojsk węgierskich – Józef Bem faktycznie sprawował władzę w Siedmiogrodzie.
- 1848–1916 Franciszek Józef I

Gubernatorzy:

Ludwig Wohlgemuth 1849–1851

Karl B. Schwarzenbeger 1851–1858

Friedrich von Liechtenstein 1858–1861

Emeric Mikó 1860–1861

Ludwig Fohot z Crenneville 1861–1867.
W 1867 zlikwidowano odrębność Siedmiogrodu (i tym samym urząd gubernatora tej ziemi) w ramach Królestwa Węgier. Tytuł wielkiego księcia pozostał w tytulaturze cesarskiej.
- 1916–1918 Karol IV